# Mohamed Aït El Hadj
Mohamed Aït El Hadj (en arabe : محمد آيت الحاج), né le 22 mars 2002 à Beni Messous dans la wilaya d'Alger, est un footballeur algérien. Il joue au poste d'Ailier droit à l'USM Alger.

## Carrière

### En club
Formé à l'USM Alger, il y signe son premier contrat professionnel en 2021. Il joue son premier match le 16 janvier 2022 contre le MC Alger lors de la 13e journée de Ligue 1.
Le 1er avril 2022, il marque son premier but lors d'un match contre la JS Kabylie comptant pour la 24e journée de Ligue 1.

## Statistiques

### En club
| Saison                | Club                  | Championnat           | Championnat | Championnat | Championnat | Coupe(s) nationale(s) | Coupe(s) nationale(s) | Coupe(s) nationale(s) | Compétition(s) continentale(s) | Compétition(s) continentale(s) | Compétition(s) continentale(s) | Compétition(s) continentale(s) | Total | Total | Total |
| Saison                | Club                  | Division              | M.          | B.          | P.d.        | M.                    | B.                    | P.d.                  | Comp.                          | M.                             | B.                             | P.d.                           | M.    | B.    | P.d.  |
| 2021-2022             | USM Alger             | Ligue 1               | 12          | 2           | 1           | -                     | -                     | -                     | -                              | -                              | -                              | -                              | 12    | 2     | 1     |
| 2022-2023             | USM Alger             | Ligue 1               | 20          | 1           | 0           | -                     | -                     | -                     | C2                             | 5                              | 0                              | 0                              | 25    | 1     | 0     |
| 2023-2024             | USM Alger             | Ligue 1               | 12          | 1           | 2           | 0                     | 0                     | 0                     | C2                             | 5                              | 0                              | 0                              | 17    | 1     | 2     |
| 2024-2025             | USM Alger             | Ligue 1               | 4           | 0           | 0           | -                     | -                     | -                     | C2                             | 2                              | 0                              | 0                              | 6     | 0     | 0     |
| Total sur la carrière | Total sur la carrière | Total sur la carrière | 48          | 4           | 3           | 0                     | 0                     | 0                     | -                              | 12                             | 0                              | 0                              | 60    | 4     | 3     |